# Fazlı Eryılmaz
Fazlı Eryılmaz (Niksar, 1º gennaio 1997) è un lottatore turco, specializzato nella lotta libera.

## Biografia
Ha rappresentato la Turchia ai nella Coppa del mondo individuale di Belgrado 2020, competizione che ha rimpiazzato il campionato mondiale, annullato a causa insorgere dell'emergenza sanitaria conseguente alla pandemia di COVID-19, aggiudicandosi la medaglia di bronzo nel torneo dei 74 kg.
Agli europei di Varsavia 2021 si è classificato all'undicesimo posto. Ai mondiali di Oslo 2021 ha guadagnato la medaglia di bronzo nei -74 kg.

## Palmarès
| Anno | Manifestazione   | Sede     | Evento | Risultato | Note |
| ---- | ---------------- | -------- | ------ | --------- | ---- |
| 2014 | Mondiali cadetti | Snina    | 69 kg  | 10º       |      |
| 2016 | Europei junior   | Bucarest | 74 kg  | 5º        |      |
| 2016 | Balcanici junior | Craiova  | 74 kg  | Argento   |      |
| 2019 | Europei U23      | Novi Sad | 74 kg  | 5º        |      |
| 2019 | Mondiali U23     | Budapest | 74 kg  | 5º        |      |
| 2021 | Europei          | Varsavia | 74 kg  | 11º       |      |
| 2021 | Mondiali         | Oslo     | 74 kg  | Bronzo    |      |

## Altre competizioni internazionali
2020
- Bronzo nei 74 kg nella Coppa del mondo individuale ( Belgrado)